# Ірена Дягутене
 Ірена Дягутене (лит. Irena Degutienė; нар. 1 червня 1949, Шяуляй, Литва) — литовська політична діячка, спікер Сейму у 2009–2012 роках, консерваторка, член об'єднаної партії консерваторів «Союз Вітчизни — Литовські християнські демократи» (від 1994).
17 вересня 2009 після голосування в Сеймі була обрана головою; за її кандидатуру проголосували 87 членів парламенту (48 — «проти»). 15 вересня 2009 року після голосування в Сеймі був знятий з посади спікера (голови) Арунас Валінскас; за зняття проголосували 90 членів парламенту, проти 20 і 9 бюлетенів виявилися зіпсованими. Таким чином, дві з 3 вищих державних посад у Литві (президента і голови парламенту) обіймали жінки.

## Життєпис
1974 року закінчила медичний факультет Вільнюського державного університету. Від 1974 до 1994 року працювала за фахом, пройшовши шлях від лікаря-терапевта на бавовняному комбінаті невеликого міста до головного лікаря Вільнюської університетської лікарні.
1994 року стала секретарем Міністерства охорони здоров'я Литви. 1996 року її вперше обрали до лав Сейму за списками консервативної партії «Союз Вітчизни — Литовські християнські демократи».
У 1996–2000 роках очолювала міністерство праці та соцзабезпечення в урядах Ґядімінаса Вагнорюса, Роландаса Паксаса й Андрюса Кубілюса.
Двічі виконувала обов'язки Прем'єр-міністра Литви (4—18 травня, 27 жовтня — 3 листопада 1999).